# Thomas Van den Keybus
Thomas Van den Keybus (Mortsel, 25 april 2001) is een Belgisch voetballer die sinds 5 juli 2023 officieel deel uitmaakt van het team van Belgische Eersteklasser KVC Westerlo. Van den Keybus is een middenvelder.

## Carrière
Van den Keybus sloot in 2014 aan bij de jeugdopleiding van Club Brugge. In januari 2020 nam Philippe Clement hem mee op winterstage met de A-kern in Qatar. Daar redde Van den Keybus de Brugse eer in de 1-3-nederlaag tegen AFC Ajax. Op 22 augustus 2020 maakte hij tegen RWDM zijn profdebuut voor Club NXT, het beloftenelftal van Club Brugge dat in het seizoen 2020/21 debuteerde in Eerste klasse B. Diezelfde maand nog verlengde hij zijn contract bij Club Brugge tot 2023.
Een dikke maand na zijn profdebuut, op 27 september 2020, maakte hij ook zijn debuut in het eerste elftal van Club Brugge: in de competitiewedstrijd tegen Cercle Brugge mocht hij vier minuten voor tijd invallen voor Ruud Vormer. Op de 27e speeldag kreeg hij tegen Oud-Heverlee Leuven een iets langere invalbeurt: in de 62e minuut mocht hij invallen voor Eder Balanta. Ook Europees mocht hij in het seizoen 2020/21 tweemaal aandraven: op de vijfde speeldag van de Champions League-groepsfase mocht hij tegen Zenit Sint-Petersburg in de blessuretijd invallen voor Clinton Mata, en in de terugwedstrijd van de 1/16e finale van de Europa League tegen Dinamo Kiev mocht hij in de eerste helft meedoen. Het was zijn tweede basisplaats van het seizoen bij het eerste elftal, nadat hij op 3 februari 2021 al 90 minuten had mogen meespelen in de bekerwedstrijd tegen Olsa Brakel.
In augustus 2021 leende Club Brugge hem voor één seizoen uit aan KVC Westerlo. Een dikke week eerder had Maxim De Cuyper ook al op huurbasis de overstap van Club NXT naar Westerlo gemaakt.
Op 5 juli 2023 maakt Thomas Van Den Keybus de officiële overstap van Club Brugge naar KVC Westerlo.

## Clubstatistieken
| Seizoen     | Club           | Competitie      | Competitie | Competitie | Competitie | Beker | Beker | Beker | Europa | Europa | Europa | Totaal | Totaal | Totaal |
| Seizoen     | Club           | Competitie      | Wed.       | Dlp.       | Ass.       | Wed.  | Dlp.  | Ass.  | Wed.   | Dlp.   | Ass.   | Wed.   | Dlp.   | Ass.   |
| ----------- | -------------- | --------------- | ---------- | ---------- | ---------- | ----- | ----- | ----- | ------ | ------ | ------ | ------ | ------ | ------ |
| 2020/21     | Club NXT       | Eerste klasse B | 18         | 2          | 2          | —     | —     | —     | —      | —      | —      | 18     | 2      | 2      |
| Club Totaal | Club Totaal    | Club Totaal     | 18         | 2          | 2          | 0     | 0     | 0     | 0      | 0      | 0      | 18     | 2      | 2      |
| 2020/21     | Club Brugge    | Eerste klasse A | 2          | 0          | 0          | 1     | 0     | 0     | 2      | 0      | 0      | 5      | 0      | 0      |
| Club Totaal | Club Totaal    | Club Totaal     | 2          | 0          | 0          | 1     | 0     | 0     | 2      | 0      | 0      | 5      | 0      | 0      |
| 2021/22     | → KVC Westerlo | Eerste klasse B | 27         | 2          | 1          | 3     | 1     | 0     | —      | —      | —      | 30     | 3      | 1      |
| 2022/23     | → KVC Westerlo | Eerste klasse A | 29         | 3          | 3          | 2     | 0     | 0     | —      | —      | —      | 31     | 3      | 3      |
| 2023/24     | KVC Westerlo   | Eerste klasse A | 28         | 1          | 2          | 1     | 0     | 0     | —      | —      | —      | 29     | 1      | 2      |
| 2024/25     | KVC Westerlo   | Eerste klasse A | 13         | 0          | 1          | 2     | 1     | 0     | —      | —      | —      | 15     | 1      | 1      |
| Club Totaal | Club Totaal    | Club Totaal     | 97         | 6          | 7          | 8     | 2     | 0     | 0      | 0      | 0      | 105    | 8      | 7      |
| TOTAAL      | TOTAAL         | TOTAAL          | 117        | 8          | 9          | 9     | 2     | 0     | 2      | 0      | 0      | 128    | 10     | 9      |

Bijgewerkt op 16 november 2021.

## Erelijst
| Eerste klasse A    | 1x | 2020/21 |
| Belgische Supercup | 1x | 2021    |

1 Bolat ·
2 Ortakaya ·
3 Haidara ·
4 Fixelles ·
5 Bos ·
7 Sayyadmanesh ·
9 Frigan ·
10 Devine ·
11 Gümüşkaya ·
13 Sakamoto ·
15 Sydorchuk ·
17 Smekens ·
18 Yow ·
19 Slimani ·
20 Gillekens ·
22 Reynolds ·
23 Seigers ·
25 Rommens ·
30 Van Langendonck ·
32 Jordanov ·
33 Neustädter ·
34 Haspolat ·
36 Youlley ·
39 Van den Keybus ·
40 Bayram ·
44 Vušković ·
46 Piedfort ·
47 Mebude ·
49 Placias ·
60 De Boeck ·
77 Alcócer ·
99 Jungdal ·
Coach: Simons